# 関連痛
関連痛（かんれんつう、英: Referred pain）とは、痛みとなる原因が生じた部位と異なる部位に感じる痛みのことである。
関連痛が起こる機序としては収束投射説が有力である。すなわち、内臓からの疼痛（内臓痛）を伝えてきた神経が、脊髄で皮膚といった他部位から痛みを伝えてくる神経とまとめられて脳に投射されるためとされている。それにより、脳がどこから発生した疼痛なのか正確には判別できずに、誤認を起こすのではないかと言われている。特に、内臓からの痛みは普段よく痛みを感じる皮膚と勘違いを起こし、同じ脊髄分節に入力されている皮膚が痛いかのように感じられる。これは筋肉の関連痛でもほぼ同様と考えられている。
例えば、かき氷を食べ、咽頭神経が刺激される事により発生した信号を、後頭部またはこめかみの痛みと誤認知すること。これはアイスクリーム頭痛（icecream headache）とも呼ばれる。
また狭心症などでは、心臓部の痛みを左上腕の痛みと認知することがある。
原発性疼痛に対し、異所性疼痛と呼ぶこともある。連関痛と呼ぶこともある。